# Walter Herssens
Walter Herssens, född 15 februari 1930, död 14 januari 1992, var en friidrottare från Belgien. Han deltog vid olympiska sommarspelen 1952 och olympiska sommarspelen 1956.